# Mathematical Sciences Publishers
Mathematical Science Publishers (kurz: MSP) ist eine non-profit Organisation mit Sitz  im Department of Mathematics an der University of California in Berkeley, Kalifornien die verschiedene wissenschaftliche, meist mathematische Journale und Bücher herausgibt und Software entwickelt.
Ziel der Organisation ist es, höchste Qualität zum geringstmöglichen Preis zur Verfügung zu stellen. Durch das Entwickeln eigener Software sollen Kosten reduziert und die Effizienz des Veröffentlichens wissenschaftlicher Erarbeitungen gesteigert werden.
Laut eigenen Angaben veröffentlicht der Verlag ungefähr 20.000 Seiten pro Jahr.
Die Organisation veröffentlichte außerdem EditFlow, eine Software für Peer Reviews und bietet Expertise für Kollaborationen an.
Gründer ist der Mathematiker Robion Kirby.

## Veröffentlichungen

### Zeitschriften
- Geometry and Topology[3]
- Algebraic Statistics
- Probability and Mathematical Physics
- Algebra & Number Theory
- Algebraic & Geometric Topology
- Analysis & PDE
- Annals of K-Theory
- Communications in Applied Mathematics and Computational Science
- Involve, a Journal of Mathematics
- Journal of Mechanics of Materials and Structures
- Journal of Software for Algebra and Geometry
- Mathematics and Mechanics of Complex Systems
- Pacific Journal of Mathematics
- Innovations in Incidence Geometry - Algebraic, Topological and Combinatorial
- Moscow Journal of Combinatorics and Number Theory
- Pure and Applied Analysis
- Tunisian Journal of Mathematics

### Bücher
- The Open Book Series™[3]
- Geometry & Topology Monographs

### Internetveröffentlichungen
- Celebratio Mathematica[3]